# 글래디에이터 (1992년 영화)
《글래디에이터》(영어: Gladiator)는 미국에서 제작된 라우디 헤링턴 감독의 1992년 스포츠 드라마 영화이다. 제임스 마셜, 큐바 구딩 주니어, 브라이언 데너히 등이 출연하였고, 프랭크 프라이스 등이 제작에 참여하였다.

## 줄거리
토미 라일리는 아버지와 이사를 하며 새 삶을 시작한다. 많은 도박 빚을 진 아버지는 출장이 잦은 새 직장을 찾고, 토미는 집에 혼자 남겨진다. 게다가 토미는 갱단원을 거스르면서 학교 적응에 어려움을 겪는다.
토미는 동네 식당에 취직해 주인 딸인 돈과 연인 관계를 맺게 된 후 식당 밖에서 조직원들에게 공격을 당한다. 이를 통해 토미가 얼마나 잘 싸울 수 있는지 확인한 지역 권투 프로모터 “패피 잭”은 토미에게 불법으로 운영되는 지하 복싱판에서 싸울 기회를 제안한다. 두 남자가 나타나 토미의 아버지가 갚아야 할 많은 도박 빚이 있다고 알리자 잭은 그의 상사이자 권투 프로모터인 지미 혼이 이 빚을 인수하도록 설득하고, 토미는 아버지의 빚을 갚기 위해 어쩔 수 없이 불법 권투에 뛰어들게 된다.
토미는 큰 성공을 거두고 동료 선수 로마노, 에이브러햄 “링컨” 헤인스와 우정을 쌓는다. 그러나 토미는 계속 갱단원들에게 괴롭힘을 당하고, 그중 “블랙데스”와 “쇼트커트”가 팔꿈치, 발차기, 무릎, 사타구니 가격을 사용하여 비열하게 싸우는 권투 선수이며 부패한 심판들이 이들의 명백한 위반 사항을 눈감아 주고 있음을 알게 된다. 토미는 링 위에서 블랙데스를 물리치지만, 쇼트커트는 글러브에 액체를 숨겼다가 경기 중에 로마노의 눈을 멀게 하는 데 사용한다. 자기 방어를 할 수 없게 된 로마노는 링 위에서 잔인하게 구타를 당하고 의사들에게 뇌사 판정을 받는다. 나중에 쇼트커트는 토미에게도 동일한 수법을 시도하지만 미리 수법을 파악한 토미는 쇼트커트를 이긴다.
한편 링컨은 뇌 손상 가능성의 징후를 보여 최소 60일 동안 싸움을 멈추지 않으면 영구적인 뇌 손상을 입게 될 거라는 경고를 받는다. 그럼에도 불구하고 혼은 링컨과 토미 간의 경기를 주선한다. 링컨을 죽일까 봐 두려워진 토미는 링컨의 주먹을 고스란히 맞고, 결국 두 사람이 경기를 도중 그만두자 관중들의 항의와 야유가 이어진다. 단 한 번의 패배 전적만 있는 전직 권투 선수인 혼은 보복으로 링컨에게 주먹을 날려 링에서 떨어뜨린다. 분노한 토미는 그 자리에서 혼에게 도전장을 내밀고 혼이 이기면 토미는 계속해서 그를 위해 일하고 토미가 이기면 아버지의 빚이 완전히 청산된다는 조건을 건다. 혼은 글러브를 끼지 않는 권투 경기를 연다는 전제로 이를 수락한다.
방대한 경험이 있는 혼은 경기 초반에 우위에 서고, 자신감에 차 토미를 농락하고 굴욕감을 준다. 하지만 토미는 짧은 권투 경험 중에 받았던 다양한 형태의 조언을 활용해 결국 혼을 앞선다. 토미는 손이 부러진 척해 혼을 방만해지게 만든 뒤 기습하여 혼을 이기고 혼과 맺었던 계약에서 해방된다.

## 출연진
- 제임스 마셜 - 토미 “더 브리지포트 보머” 라일리 역
- 큐바 구딩 주니어 - 에이브러햄 링컨 헤인스 역
- 브라이언 데너히 - 지미 혼 역
- 로버트 로자 - 잭 “패피 잭” 역
- 오시 데이비스 - 노아 역
- 케라 부오노 - 돈 역
- 존 세이다 - 로마노 에사드로 역
- 데브라 샌들런드 - 샬린 역
- 랜스 슬로터 - “쇼트커트” 역
- T. E. 러셀 - 리로이 “스피츠” 역
- 존 허드 - 존 라일리 역

## 기타 제작진
- 배역: 어맨다 매키 존슨, 캐시 샌드리치
- 미술: 그레그 폰세이카
- 의상: 돈펠드
- 음악 총괄 제작: 버드 카

## 우리말 녹음
KBS 성우진 (1995년 10월 21일)
- 홍시호 - 토미 (제임스 마셜)
- 이완호 - 패피 (로버트 로자)
- 김병관 - 혼 (브라이언 데너히)
- 김준 - 링컨 (큐바 구딩 주니어)
- 최덕희 - 돈 (케라 부오노)
- 이봉준
- 장광
- 이연희
- 임성표
- 문관일
- 홍승섭
- 김승준